# Semantische primitieven
Semantische primitieven vormen de basisvoorraad van aangeboren begrippen, die men zich onbewust eigen maakt en in woorden omzet.
Volgens de theorie hoeven zij niet door middel van andere woorden gedefinieerd te worden: dit zou tot cirkeldefinities leiden. We kunnen met de primitieven wél andere woorden definiëren. 
Omdat het mogelijk is om elk begrip in een taal te omschrijven aan de hand van semantische primitieven, volstaat het in principe om deze primitieven van een taal te leren om zich erin uit te kunnen drukken. De formuleringen kunnen natuurlijk wel zeer omslachtig worden.
De taalkundige Anna Wierzbicka heeft veel onderzoek verricht en gepubliceerd op het gebied van semantische primitieven.

## Overzicht van de semantische primitieven
| Categorie                                      | Woorden binnen de categorie                                            |
| ---------------------------------------------- | ---------------------------------------------------------------------- |
| zelfstandige voornaamwoorden                   | ik, jij, iemand, men, iets                                             |
| relationele zelfstandige naamwoorden           | soort, deel                                                            |
| determinatoren                                 | dit, hetzelfde, ander                                                  |
| kwantificatoren                                | één, twee, veel, enkele, alle                                          |
| evaluatoren                                    | goed, slecht                                                           |
| beschrijvers                                   | groot, klein                                                           |
| mentale werkwoorden                            | denken, weten, willen, voelen, zien, horen                             |
| spreken                                        | zeggen, woorden, waar/juist                                            |
| handelingen, gebeurtenissen, beweging, contact | doen, gebeuren, verplaatsen, aanraken                                  |
| plaats, bestaan, bezit, specificatie           | (ergens) zijn, er zijn/bestaan, hebben, (iemand/iets) zijn             |
| leven en dood                                  | leven, dood                                                            |
| tijd                                           | wanneer/tijd, nu, vóór, na, lange tijd, korte tijd, enige tijd, moment |
| plaats                                         | waar/plaats, hier, boven, onder, ver, dichtbij, naast, binnen          |
| logische concepten                             | niet, misschien, kunnen, omdat, als/indien                             |
| intensivering, vergroting                      | zeer, meer                                                             |
| gelijkenis                                     | zoals                                                                  |